# ۱۳۷۳ (قمری)
۱۳۷۳ (قمری)، هزار و سیصد و هفتاد و سومین سال در گاهشماری هجری قمری است. اول محرم این سال برابر با دهم سپتامبر سال ۱۹۵۳ میلادی است.

## رویدادها

### مناسبت‌ها
عید غدیر

## درگذشتگان
درگذشت میرزا اسماعیل بن ملاعباس

## وابسته
- سید صدرالدین صدر